# テヴィン・スレーター
テヴィン・スレーター（英語: Tevin Slater、1994年1月13日 - ）は、セントビンセント・グレナディーンのサッカー選手。セントビンセント・グレナディーン代表。ポジションはFW。

## クラブ歴
2015年9月に、カンドニア・チェルシーFCからアンティグア・バーブーダ・プレミアディヴィジョンのパーハムFCへの移籍が告知された。

## 代表歴
ウィンドワード諸島カップ2014のドミニカ国代表戦で初出場、ホスト国であったドミニカ国代表相手に勝利を収めた。代表初得点は2015年3月8日のバルバドス代表戦でこの試合は2-2の引分に終わった。その後2018 FIFAワールドカップ・北中米カリブ海予選戦で得点を量産、2次予選のガイアナ代表との第1試合で1点を獲得し2-2の引分に持ち込むと、第2試合で2点を獲得した。その後3次予選のアルバ代表戦でも2試合とも1点ずつ獲得、4次予選進出に大きく貢献した。

## 個人成績
代表での得点一覧
| # | 日附          | 場所                                             | 対戦相手                 | 得点 | 結果                 | 大会                                           |
| - | ------------- | ------------------------------------------------ | ------------------------ | ---- | -------------------- | ---------------------------------------------- |
| 1 | 2015年5月8日  | ブリッジタウン・バルバドス・ナショナル・スタジア | バルバドス               | 2-2  | 2-2                  | 親善試合                                       |
| 2 | 2015年6月10日 | キングスタウン・アーノス・ヴェイル・スタジアム   | ガイアナ                 | 2–2  | 2–2                  | 2018 FIFAワールドカップ・北中米カリブ海2次予選 |
| 3 | 2015年6月14日 | ジョージタウン・プロビデンス・スタジアム         | ガイアナ                 | 2–1  | align="center"\| 4-4 | 2018 FIFAワールドカップ・北中米カリブ海2次予選 |
| 4 | 2015年6月14日 | ジョージタウン・プロビデンス・スタジアム         | ガイアナ                 | 3–2  | align="center"\| 4-4 | 2018 FIFAワールドカップ・北中米カリブ海2次予選 |
| 5 | 2015年8月28日 | キングスタウン・ヴィクトリア・パーク             | バルバドス               | 2–0  | 2–2                  | 親善試合                                       |
| 6 | 2015年9月5日  | キングスタウン・アーノス・ヴェイル・スタジアム   | アルバ                   | 1–0  | 2–0                  | 2018 FIFAワールドカップ・北中米カリブ海3次予選 |
| 7 | 2015年9月8日  | オラニエスタッド・トリニダード・スタジアム       | アルバ                   | 1–2  | 1-2                  | 2018 FIFAワールドカップ・北中米カリブ海3次予選 |
| 8 | 2015年11月4日 | キングスタウン・アーノス・ヴェイル・スタジアム   | アンティグア・バーブーダ | 1–1  | 2-1                  | 親善試合                                       |